# حارة السودة (صنعاء همدان)
حارة السودة هي إحدى حارات حي محجر الوادي بضواحي صنعاء مديرية همدان، بلغ تعداد سكانها 203 نسمة حسب تعداد اليمن لعام 2004.